# Смирнов Борис Леонідович
Борис Леонідович Смирнов (15 грудня 1891, село Козляничі Сосницького повіту Чернігівської губернії, Російська імперія — 2 травня 1967, Ашхабад, Туркменська РСР, СРСР) — лікар і санскритолог. Академік АН Туркменської РСР. Перекладач філософських текстів «Махабхарати», переклав близько 23000 шлок.
Син Смирнова Леоніда Васильовича